# Український голос (Рига)
«Украї́нський го́лос» — орган Української військової виконавчої ради Північно-Західного фронту. Виходив двічі на тиждень, від червня до листопада 1917 року містах Рига, Валк та Псков.
Разом побачило світ 47 чисел. Редактори Сергій Пилипенко, К. Поліщук.